# トリトンEVテクノロジー
トリトンEVテクノロジー株式会社（とりとんいーぶいてくのろじー）は、愛媛県今治市に本社を置いていたEV（電気自動車）メーカーである。2011年3月に法的整理を行った
ゼロスポーツのEV事業を継承することを目的に渦潮電機（2019年、BEMACに改称）が設立した。
2014年1月1日に親会社の渦潮電機が吸収合併して消滅した。

## 事業所
- 本社 - 愛媛県今治市野間甲105番地
- EV研究所 - 岐阜県岐阜市東鶉3丁目30番地1

## 沿革
- 2011年06月 - 渦潮電機がゼロスポーツのEV事業を継承する企業として「トリトンEVテクノロジー株式会社」を設立[2]。
- 2012年05月 - ココネット（セイノーホールディングス子会社）の「喜くばり本舗」事業で使用する車両として電気自動車を貸与し実証実験を開始[3]。
- 2012年12月 - フィリピンの三輪タクシー（トライシクル）市場向けに電気三輪自動車を開発したと発表[4]。
- 2014年01月1日 - 親会社の渦潮電機が吸収合併し消滅。